# Jun Hamamura
Jun Hamamura (浜村 純) (Fukuoka, 7 febbraio 1906 – Tokyo, 21 giugno 1995) è stato un attore giapponese.

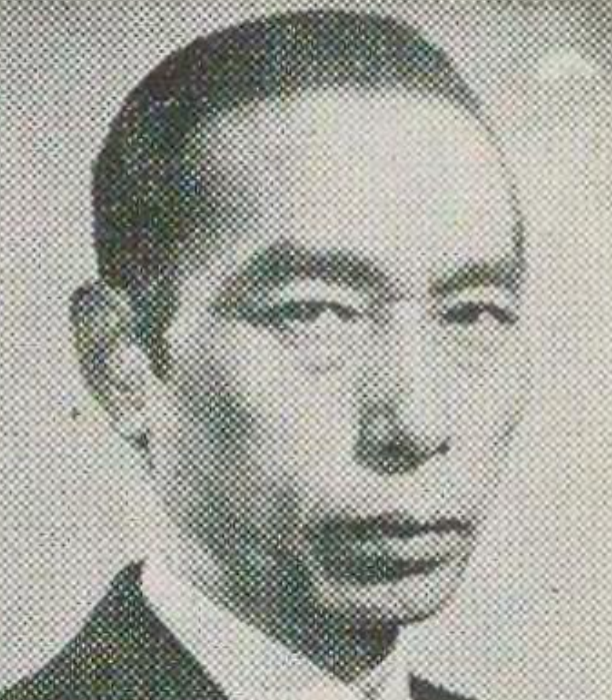

 È apparso in oltre 130 film tra il 1938 e il 1995.

## Filmografia parziale
- L'arpa birmana (ビルマの竪琴?, Biruma no tategoto), regia di Kon Ichikawa (1956)
- Conflagrazione (Enjô), regia di Kon Ichikawa (1958)
- L'ultimo samurai (上意討ち 拝領妻始末?, Jôi-uchi - Hairyô tsuma shimatsu), regia di Masaki Kobayashi (1967)
- Yari no Gonza, regia di Masahiro Shinoda (1986)

## Doppiatori italiani
- Bruno Persa in L'arpa birmana